# UFC 123
UFC 123: Rampage vs. Machida（ユーエフシー・ワントゥエンティスリー：ランペイジ・バーサス・マチダ）は、アメリカ合衆国の総合格闘技団体「UFC」の大会の一つ。2010年11月20日、ミシガン州オーバーンヒルズのザ・パレス・オブ・オーバーンヒルズで開催された。

## 大会概要
メインイベントではクイントン・"ランペイジ"・ジャクソンとリョート・マチダによるライトヘビー級戦が行われ、ランペイジがリョートに2-1の判定勝ちを収めた。
第10試合ではBJ・ペン vs. マット・ヒューズのラバーマッチが行なわれ、開始21秒右ストレートからのパウンドでペンのKO勝ち。対戦成績を2勝1敗とした。
フィル・デイヴィスとジョージ・ソテロポロスはそれぞれ一本勝ちを収め、デイヴィスはデビュー以来8戦8勝（UFC4戦4勝）、ソテロポロスはUFC7戦7勝となった。
第9試合でマイケル・ファルカォンに敗れたジェラルド・ハリスはUFCデビューから3連勝中で、しかもそのうちの2回はノックアウト・オブ・ザ・ナイトだったにもかかわらず、この1回の敗北でUFCからリリースされた。ダナ・ホワイトは試合後の会見で彼の試合を酷評していた。
キャリア6戦全勝のROCライト級王者エジソン・バルボーザがUFCデビュー。

## 試合結果

### プレリミナリィカード
第1試合 ライト級 5分3R
○  ニック・レンツ vs.  タイソン・グリフィン ×
3R終了 判定2-1（29-28、27-30、29-28）
第2試合 ライト級 5分3R
○  ポール・ケリー vs.  TJ・オブライエン ×
2R 3:16 TKO（レフェリーストップ：グラウンドの肘打ち）
第3試合 ライト級 5分3R
○  エジソン・バルボーザ vs.  マイク・ルーロー ×
3R 0:26 TKO（レフェリーストップ：右ローキック）
第4試合 ウェルター級 5分3R
○  デニス・ホールマン vs.  カロ・パリジャン ×
1R 1:47 TKO（レフェリーストップ：右フック→パウンド）

### Spike中継カード
第5試合 ミドル級 5分3R
○  マーク・ムニョス vs.  アーロン・シンプソン ×
3R終了 判定3-0（29-28、29-28、29-28）
第6試合 ウェルター級 5分3R
○  ブライアン・フォスター vs.  マット・ブラウン ×
2R 2:11 ギロチンチョーク

### メインカード
第7試合 ライト級 5分3R
○  ジョージ・ソテロポロス vs.  ジョー・ローゾン ×
2R 2:43 チキンウィングアームロック
第8試合 ライトヘビー級 5分3R
○  フィル・デイヴィス vs.  ティム・ボッシュ ×
2R 2:55 チキンウィングアームロック
第9試合 ミドル級 5分3R
○  マイケル・ファルカォン vs.  ジェラルド・ハリス ×
3R終了 判定3-0（29-27、29-28、29-28）
第10試合 ウェルター級 5分3R
○  BJ・ペン vs.  マット・ヒューズ ×
1R 0:21 KO（右ストレート→パウンド）
第11試合 ライトヘビー級 5分3R
○  クイントン・"ランペイジ"・ジャクソン vs.  リョート・マチダ ×
3R終了 判定2-1（28-29、29-28、29-28）

### 各賞
ファイト・オブ・ザ・ナイト： ジョージ・ソテロポロス vs. ジョー・ローゾン
ノックアウト・オブ・ザ・ナイト： BJ・ペン
サブミッション・オブ・ザ・ナイト： フィル・デイヴィス
各選手にはボーナスとして80,000ドルが支給された。